# Station Puerta de Boadilla
Station Puerta de Boadilla is een sneltramstation in de wijk Residencial Siglo XXI van de Spaanse gemeente Boadilla del Monte dat op 27 juli 2007 werd geopend.